# Pape Abou Cissé
Pape Abou Cissé (ur. 14 września 1995 w Pikine) – senegalski piłkarz występujący na pozycji środkowego obrońcy, zawodnik tureckiego klubu Adana Demirspor. Reprezentant Senegalu.

## Życiorys

### Kariera klubowa
W latach 2013–2015 był zawodnikiem senegalskiego klubu AS Pikine. Następnie w latach 2015–2017 występował we francuskim klubie AC Ajaccio.
30 czerwca 2017 podpisał kontrakt z greckim zespołem Olympiakos SFP, umowa do 30 czerwca 2022; kwota odstępnego 700 tys. euro.

### Kariera reprezentacyjna
Był reprezentantem Senegalu w kategorii wiekowej U-20. Wystąpił na Mistrzostwach Afryki U-20 w 2015.
W seniorskiej reprezentacji Senegalu zadebiutował 13 października 2018 na stadionie Stade Léopold-Sédar-Senghor (Dakar, Senegal) w wygranym 3:0 meczu kwalifikacyjnym do Pucharu Narodów Afryki 2019 przeciwko reprezentacji Sudanu.

## Sukcesy

### Klubowe
Olympiakos SFP
- Zdobywca drugiego miejsca w Superleague Ellada: 2018/2019

### Reprezentacyjne
Senegal
- Zdobywca drugiego miejsca w Pucharze Narodów Afryki: 2019